# Wilhelm Wagner (Mediziner, 1886)
Karl Wilhelm Wagner (* 16. April 1886 in Braunschweig; † 1976) war ein deutscher Sanitätsoffizier, zuletzt Generalstabsarzt der Wehrmacht.

## Leben
Wilhelm Wagner wurde als Sohn des Oberlehrers Professor Wilhelm Wagner in Braunschweig geboren. Ab dem 29. März 1905 studierte er an der Kaiser-Wilhelms-Akademie für das militärärztliche Bildungswesen in Berlin. 1906 wurde er im Pépinière-Corps Suevo-Borussia recipiert. 1917 wurde er zum Dr. med. promoviert. Bereits am 13. September 1912 war er Assistenzarzt beim Infanterie-Regiment „Generalfeldmarschall von Hindenburg“ (2. Masurisches) Nr. 147 geworden.
Nach dem Krieg wurde er in die Reichswehr übernommen. In der Sanitätsstaffel Braunschweig bei der Sanitätsabteilung 6 wurde er am 1. Dezember 1926 zum Oberstabsarzt befördert. Im Heer (Wehrmacht) folgte Anfang Oktober 1938 seine Beförderung zum Generalarzt. Er wurde Korpsarzt des XIV. Armeekorps (Magdeburg). Am 5. Februar 1940 kam er in die Führerreserve, aber übernahm bereits am 29. Mai 1940 die Position als Leitender Sanitätsoffizier beim Wehrmachtbefehlshaber in den Niederlanden unter deutscher Besatzung. In dieser Position wurde er am 1. September 1941 zum Generalstabsarzt befördert. Er kam Mitte Dezember 1943 erneut in die Führerreserve und wurde am 30. April 1944 aus der Wehrmacht verabschiedet.